# Natalie Talmadge
Natalie Talmadge (Brooklyn, 29 aprile 1896 – Santa Monica, 19 giugno 1969) è stata un'attrice statunitense.
Sorella delle attrici Norma (1894-1957), celebre diva del melodramma e regina d'incassi degli anni venti, e Constance (1898-1973), più che per la carriera cinematografica, Natalie Talmadge è conosciuta per essere stata la moglie di Buster Keaton dal 1921 al 1932: con Keaton ebbe i figli James (1922-2007) e Robert (1924-2009). Il loro era stato un matrimonio di breve durata e burrascoso.

## Biografia

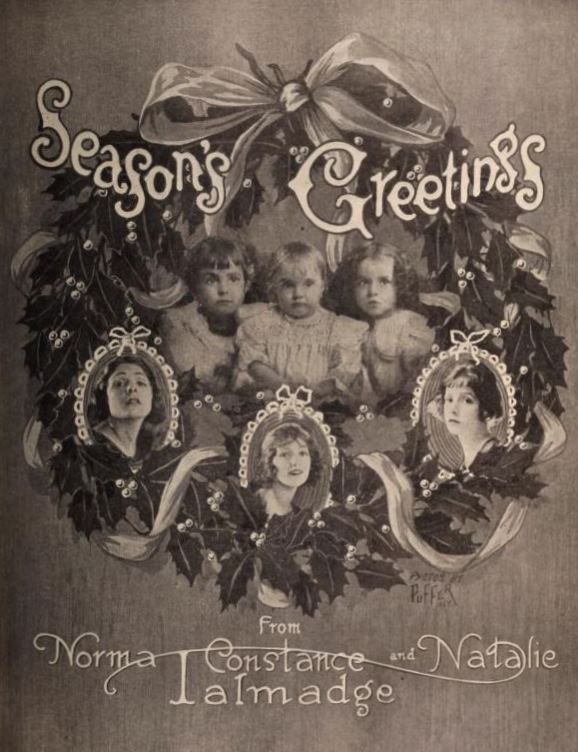

tL'infanzia di Natalie fu segnata dalla instabilità e dall'irrequietezza del padre Fred Talmadge (1869-1925) che abbandonerà la sua famiglia per poi ricomparire solo molti anni dopo. Con la fuga del padre la situazione economica peggiorò ulteriormente, ma la madre Margaret (1860-1933) era decisa ad assicurare alle figlie un futuro senza problemi finanziari, così, con l'avvento del cinema negli anni dieci, la donna incoraggiò le figlie a intraprendere la carriera di attrice. Norma e Constance riuscirono a diventare grandi stelle del cinema, non così Natalie che per tutta la sua vita provò un senso di inferiorità nei confronti delle sorelle, tuttavia era molto orgogliosa di essere la sorella di due grandi dive e di far parte di quella che era diventata la più potente famiglia di Hollywood. Le quattro donne della famiglia Talmadge erano molto affiatate.

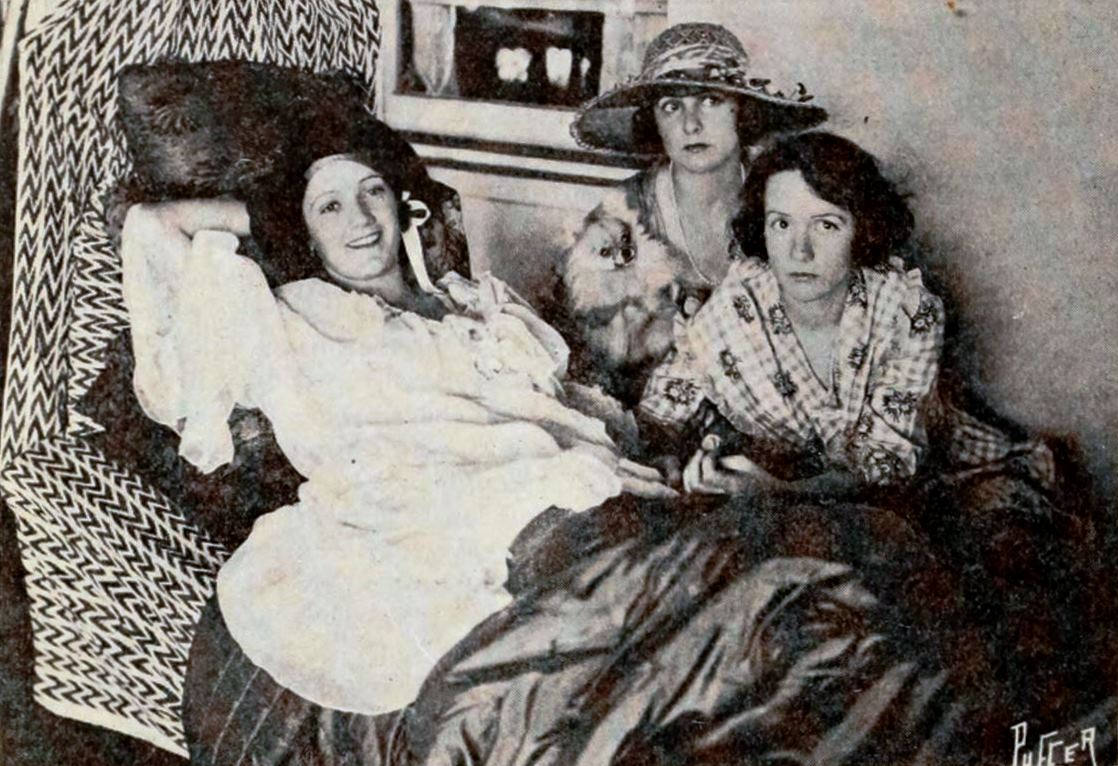
Natalie Talmadge (destra) con le sorelle Norma e Constance (1919).

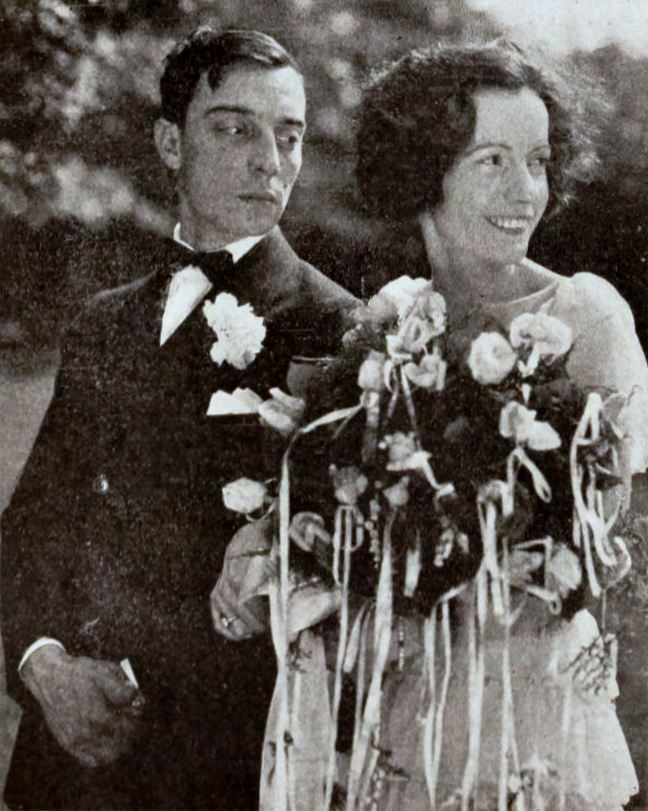
Natalie Talmadge e Buster Keaton nel giorno del loro matrimonio (1921).

La sorella maggiore Norma fu la prima a ottenere la fama e si sposò nel 1916 con il ricco e ambizioso proprietario di sale cinematografiche Joseph Schenck per poi dare vita a un proprio studio cinematografico a New York, la Norma Talmadge Film Corporation, dove Norma recitava film drammatici,la sorella  Constance invece vi  interpretava commedie, mentre al piano superiore Roscoe Arbuckle girava i film comici insieme con il nipote Al St. John, e  fu proprio qui Natalie lavorò come segretaria di produzione.  Arbuckle nel 1917 introdusse nella compagnia Buster Keaton, all'epoca ventiduenne attore e stella del Vaudeville ;tra i due ci fu un colpo di fulmine e a detta della terza moglie di lui si trattò di vero amore.
.
Nel 1921 Schenck,  cedette Roscoe Arbuckle alla Paramount Pictures  e  al contempo diede a Buster Keaton  uno studio  cinematografico essendosi fatto notare per il suo grande potenziale artistico (ed economico), .In questo modo Natalie poté sposare Keaton con rito civile il 31 maggio 1921 a New York.
Buster Keaton divenne una nuova stella del cinema americano interpretando e dirigendo i propri film, e ben presto  la sua fama diventò pari a quella di Charlie Chaplin e Harold Lloyd.Natalie spendeva ingenti somme di denaro in abiti e premette per  fare realizzare una costosissima e grandissima villa.
Il matrimonio, da subito, si dimostrò alquanto complicato dato che  Natalie antepose sempre al marito quelle che erano le priorità della propria famiglia d'origine così,con il passare del tempo, Keaton cominciò a sentirsi un estraneo in casa sua, cercando quindi  rifugio nel proprio studio di produzione dove con i suoi collaboratori si sentiva parte di una seconda famiglia, dando così vita a quelle che diverranno opere immortali nella storia cinematografica.
Natalie prima del matrimonio aveva già interpretato ruoli secondari  prendendo parte nei film delle sorelle, ed ebbe finalmente una nuova occasione di recitare un ruolo da co-protagonista femminile nel film diretto e interpretato dal marito stesso: La legge dell'ospitalità (Our Hospitality 1923).Vi avrà un piccolo ruolo anche il loro primogenito James, nato appena un anno prima. Durante le riprese Natalie si accorse di essere nuovamente in stato interessante e l'anno successivo diede alla luce Robert. A questo punto Natalie fu costretta ad archiviare definitivamente la carriera cinematografica così pure i rapporti fisici con il marito (ufficialmente per evitare una terza gravidanza riavvicinata) accettando tuttavia le relazioni fedifraghe del marito a patto fossero discrete.
Seppur vivessero vite separate (e il marito avesse discrete relazioni extraconiugali)la coppia appariva ugualmente felice e provavano un sincero amore reciproco per un altro lasso di tempo, seppure apparivano entrambi diversi sotto molti aspetti. I coniugi Keaton erano attivi nella vita sociale (e mondana) hollywoodiana, grazie anche alle feste nella loro fastosa Italian Villa (i barbecue di Keaton erano molto apprezzati).
Ma l'avvento del sonoro intaccò indirettamente il già fragile equilibrio del suo matrimonio, creando un innesto di vari momenti altalenanti di crisi e riappacificazioni che si conclusero con una tumultuosa richiesta di  divorzio da Natalie .
Keaton  fu infatti costretto ad abbandonare lo studio per essere poi ceduto dal cognato Schenck alla Metro-Goldwyn-Mayer, di conseguenza dovette rinunciare alla sua libertà creativa, poiché forzato dai produttori a interpretare ruoli caricaturali, privi di profondità psicologica,e questo causò in lui una profonda crisi esistenziale oltre che professionale. Con grande sgomento di Natalie Talmadge il marito, a sorpresa, abbandonò la politica delle relazioni fedifraghe discrete quando iniziò ad avere plateali flirt con altre donne, in special modo con l'attrice Dorothy Sebastian. Natalie sentendosi umiliata pubblicamente  cominció a nutrire un sordo rancore nei suoi riguardi allontanandosi ancora di più da lui. 
Di fronte ad  un nuovo scandalo mediatico che coinvolse il marito con un'altra sua ex amante, l'attrice Kathleen Key, Natalie Talmadge  dichiarò pubblicamente di volerlo perdonare per amore dei figli ancora bambini, per questo ci fu molto scalpore quando lei, contrariamente alle sue dichiarazioni, chiese il divorzio poco dopo, nel 1932. La battaglia legale (molto pubblicizzata dai giornali) fu a suo favore e riuscì a togliere a Keaton (poi licenziato dalla Metro-Goldwyn-Mayer) gran parte del patrimonio ,riuscendo a ottenere la custodia dei figli. La donna non solo cambierà il cognome ai due bambini (da Keaton a Talmadge), ma per quasi cinque anni riuscirà anche a far tagliare i ponti tra loro e l'ex-marito.
Tuttavia, a partire dal 1938 Natalie dovette rassegnarsi al fatto che i figli avessero ripreso i contatti con il padre  che, nel frattempo, era uscito dall'alcolismo e stava riprendendo controllo della sua vita, sposandosi poi nel 1940 con una ballerina della MGM: Eleanor Ruth Norris (1918-1998) che riuscì a scalzare la sua vecchia rivale Dorothy Sebastian.
Natalie Talmadge, poco dopo il divorzio ebbe vari flirt, ma l'unica relazione degna di nota fu quella  breve con l'attore Larry Kent nei primi anni trenta.
Visse in solitudine nella sua villetta sulla spiaggia di Santa Monica, dilettandosi nella pittura e ritrovandosi spesso e volentieri con le sorelle. Diventò nonna di sei nipoti e dovette dividere il loro affetto con l'ex marito che negli anni cinquanta e sessanta aveva riconquistato il suo pubblico.

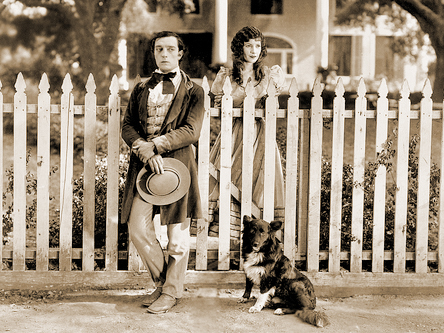
Natalie Talmadge e il marito Buster Keaton in "Accidenti che Ospitalita!" (o La Legge dell'Ospitalità"), 1923.

La madre Peg morì di cancro nel 1933, e nel Natale del 1957 perse la sorella maggiore Norma a causa di complicazioni dovute all'artrite reumatoide. Natalie Talmadge (accanita fumatrice e quasi alcolizzata) morirà nel 1969 (tre anni dopo Keaton) a causa di problemi cardiaci in una casa di cura a Santa Monica. La sorella Constance invece morì nel 1973.

## Filmografia
- Intolerance, regia di David Wark Griffith (1916)
- La sua notte di nozze (His Wedding Night), regia di Fatty Arbuckle (1917)
- A Country Hero, regia di Fatty Arbuckle (1917)
- The Isle of Conquest, regia di Edward José
- The Love Expert, regia di David Kirkland (1920)
- Yes or No, regia di Roy William Neill (1920)
- La casa stregata (The Haunted House), regia di Buster Keaton e Eddie Cline (1921)
- Passion Flower, regia di Herbert Brenon (1921)
- La legge dell'ospitalità (Our Hospitality), regia di Buster Keaton (1922)